# 瓜雷内
瓜雷内（義大利語：Guarene），是意大利库内奥省的一个市镇。总面积13平方公里，人口3409人，人口密度262.2人/平方公里（2009年）。ISTAT代码为004101。